# Colonia Veinte de Noviembre, Cosamaloapan de Carpio
Colonia Veinte de Noviembre är en ort i Mexiko.   Den ligger i kommunen Cosamaloapan de Carpio och delstaten Veracruz, i den sydöstra delen av landet, 300 km öster om huvudstaden Mexico City. Colonia Veinte de Noviembre ligger 26 meter över havet och antalet invånare är 172.
Terrängen runt Colonia Veinte de Noviembre är platt. Runt Colonia Veinte de Noviembre är det ganska tätbefolkat, med 160 invånare per kvadratkilometer. Närmaste större samhälle är Tuxtepec, 10,7 km söder om Colonia Veinte de Noviembre. Trakten runt Colonia Veinte de Noviembre består till största delen av jordbruksmark.